# Eupithecia puengeleri
Eupithecia puengeleri är en fjärilsart som beskrevs av Karl Dietze 1913. Eupithecia puengeleri ingår i släktet Eupithecia och familjen mätare. Inga underarter finns listade i Catalogue of Life.